# Tylomys
Tylomys (Peters, 1866) è un genere di roditori della famiglia dei Cricetidi.

## Descrizione

### Dimensioni
Al genere Tylomys appartengono roditori di grandi dimensioni, con lunghezza della testa e del corpo tra 170 e 255 mm, la lunghezza della coda tra 200 e 250 mm e un peso fino a 280 g.

### Caratteristiche craniche e dentarie
Il cranio è allungato con una scatola cranica appiattita, le creste sopra-orbitali notevolmente sviluppate, la bolla timpanica relativamente piccola e i fori palatali larghi. I molari hanno la corona bassa e le cuspidi ben sviluppate.
Sono caratterizzati dalla seguente formula dentaria:

### Aspetto
Il corpo è simile a quello di un grosso ratto ricoperto da una pelliccia lunga, densa e lanosa. Le parti dorsali possono essere fulve, grigie, bruno-grigiastre o nerastre, talvolta con una indistinta larga banda dorsale che si estende dalla nuca fino alla groppa, mentre le parti ventrali sono bianche o fulve. Il muso è appuntito, più chiaro, con una zona più scura dove sorgono le lunghe vibrisse e con degli anelli nerastri intorno agli occhi. Le orecchie sono grandi, nerastre e prive di peli. Le zampe sono brunastre o rossicce con le dita biancastre, i piedi sono corti e larghi, il quinto dito è lungo circa come le tre dita centrali, le loro piante sono fornite di sei grossi cuscinetti carnosi. Sono presenti dei ciuffi di peli alla base di ogni artiglio. La coda è molto più lunga della testa e del corpo, priva di peli ma ricoperta di grosse scaglie disposte ad anelli e con l'estremità spesso bianca. Le femmine hanno 2 paia di mammelle inguinali.

## Distribuzione
Si tratta di roditori arboricoli diffusi nel Continente americano, dal Messico meridionale all'Ecuador settentrionale.

## Tassonomia
Il genere comprende 7 specie.
- Complesso T.nudicaudus
  - Tylomys bullaris
  - Tylomys nudicaudus
  - Tylomys tumbalensis
- Complesso T.panamensis
  - Tylomys fulviventer
  - Tylomys mirae
  - Tylomys panamensis
  - Tylomys watsoni